# Шліф

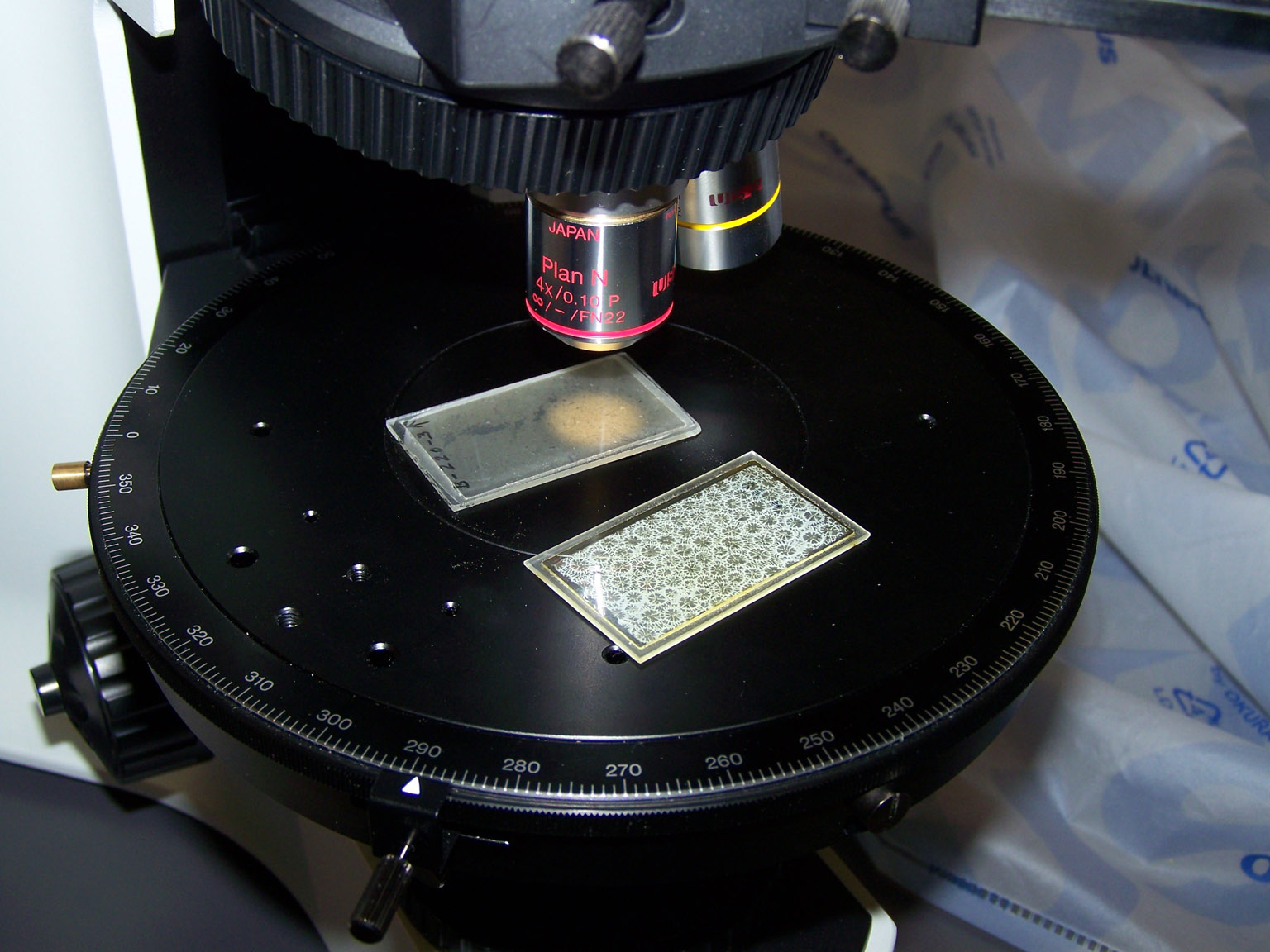
Шліф на предметному столику під об'єктивом петрографічного мікроскопу

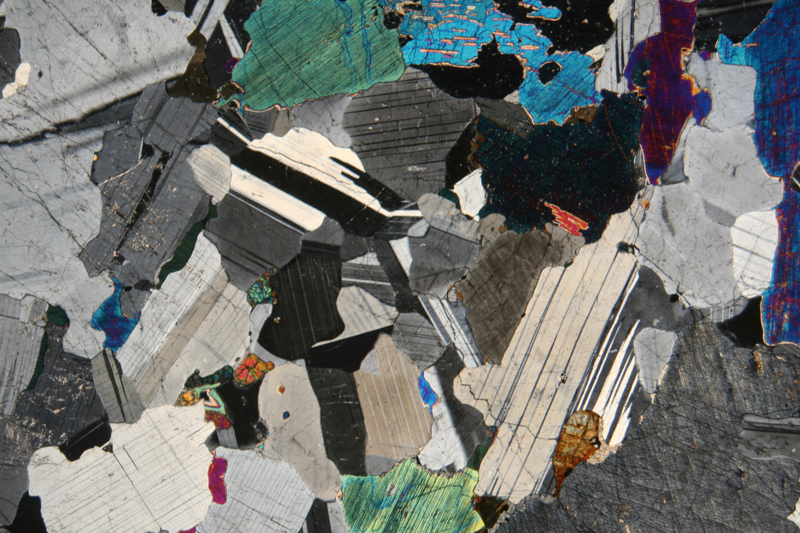
Мікрофотографія шліфа габро (ніколі схрещені)

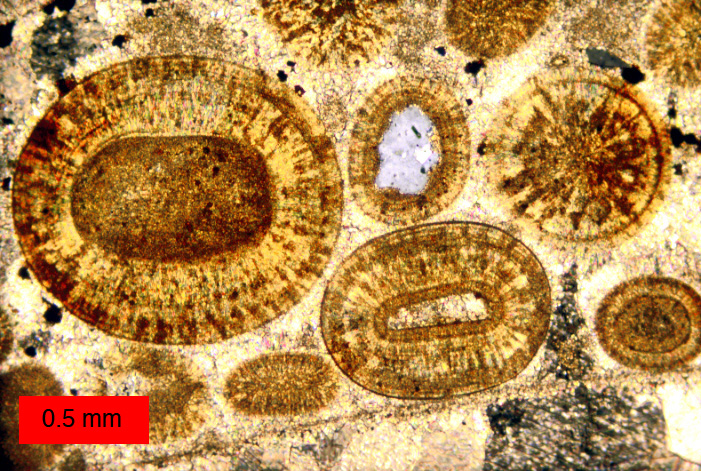
Мікрофотографія шліфа юрського оолітового вапняку (чітко видно ооліти з подвійними мембранами і розкристалізованим кальцитом всередині

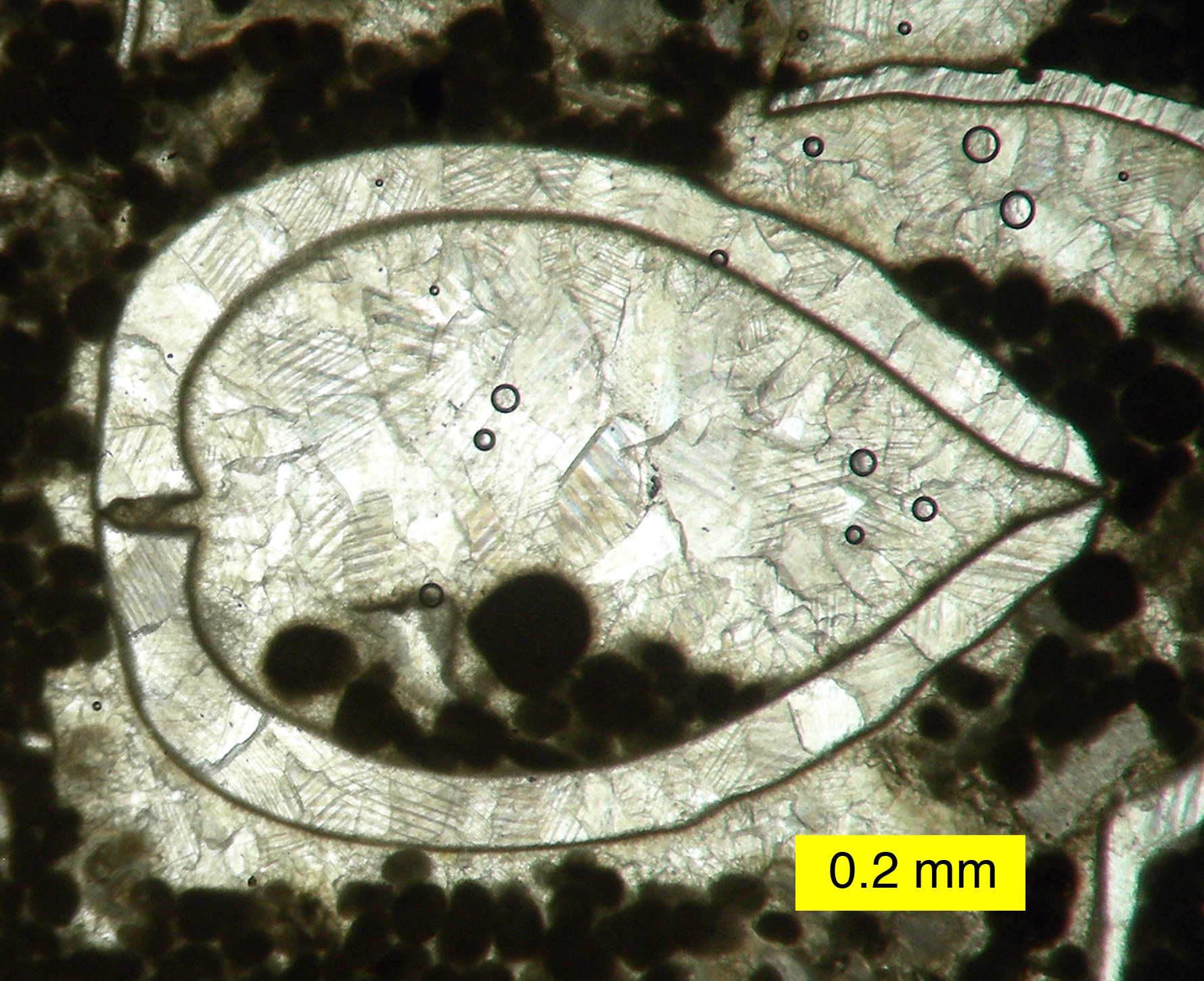
Шліф

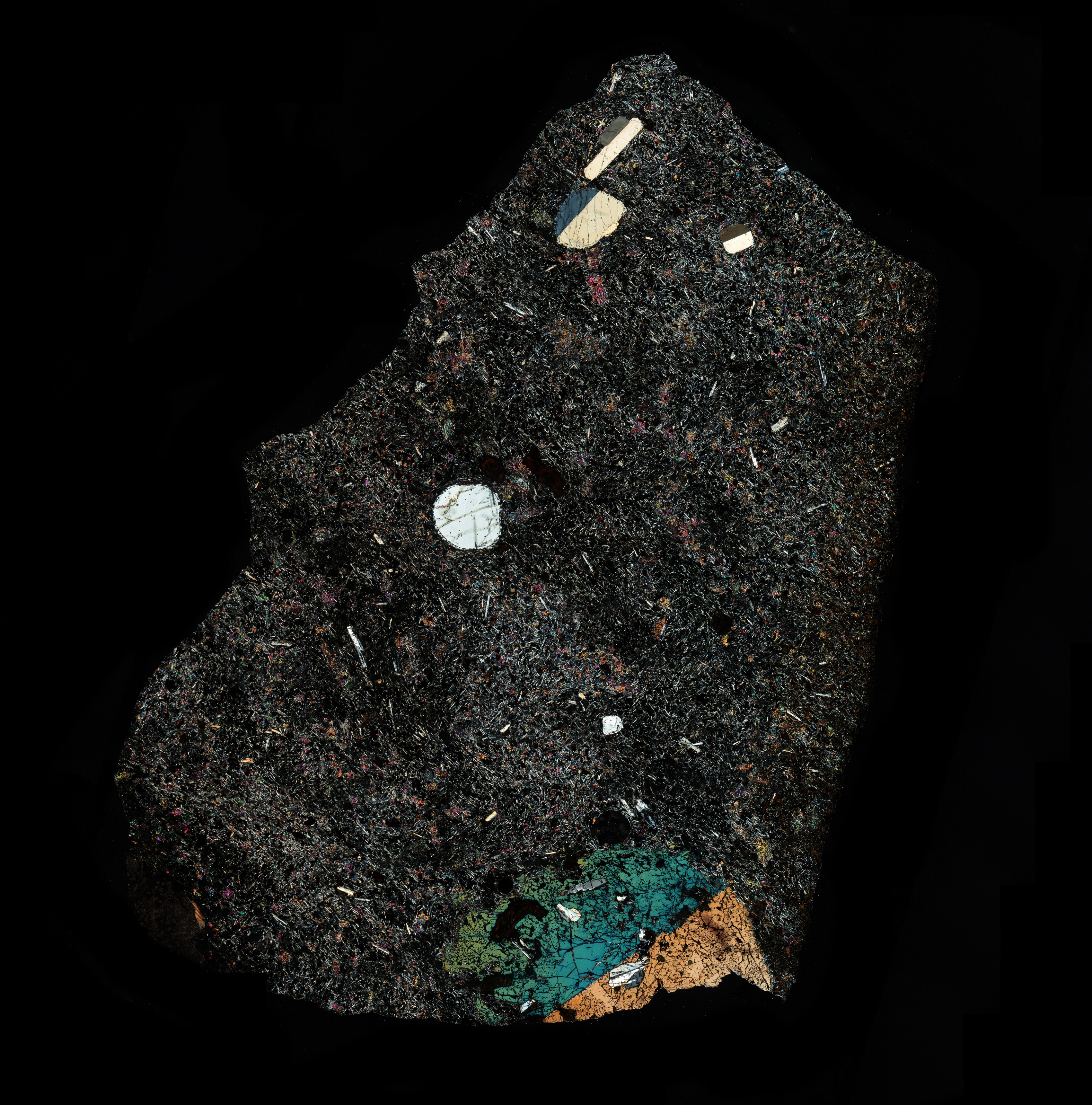
Мікрофотографія шліфа базальта (ніколі схрещені)

Подвійне променезаломлення на шліфі кристалу в поляризованому світлі

Шліф (від нім. schleifen — точити, шліфувати) — тонка пластинка гірської породи або мінералу, приклеєна на скло. Стандартний петрографічний шліф має товщину близько 0,03 мм, приклеєний на спеціальну рослинну смолу — канадський бальзам і покритий зверху тонким покривним склом. Розмір стандартного шліфу приблизно 20х20 мм. Шліфи виготовляють для вивчення гірських порід і мінералів під петрографічним мікроскопом проти світла, оскільки при такій товщині пластинки більшість мінералів є прозорими. Для дослідження непрозорих (рудних) мінералів у відбитому світлі виготовляють поліровані пластинки довільної товщини — аншліфи.

## Стандартний шліф
Товщина стандартного шліфу (0,03 мм) була прийнята така, при якій кварц у схрещених ніколях має сірі кольори інтерференції. У шліфах стандартної товщини оптичні властивості мінералів відносно постійні і стандартні, що значно полегшує їх визначення. У грубших шліфах більшість породоутворюючих мінералів непрозорі (зокрема амфіболи і піроксени), що значно ускладнює їх визначення і вивчення співвідношень. Шліфи тонші від стандартних складно виготовити і мінерали будуть у них сірі або безколірні, що також ускладнить їх ідентифікацію.

## Клей
Канадський бальзам як клей обрано через те, що його показник заломлення (1,55) майже такий самий, як у звичайного лабораторного прозорого скла. Крім того, оптичні властивості бальзаму досить стандартні і їх порівняння з оптичними властивостями мінералів у шліфі (визначення групи мінералу за рельєфом і т. ін.) є однією з важливих ознак. Канадський бальзам плавиться при температурі близько 100 °C і легко розчиняється в метанолі, етанолі, ацетоні, тому шліф на канадському бальзамі легко видалити зі скла.
Однак канадський бальзам не є ідеальним клеєм для шліфів. Одним із його суттєвих недоліків є те, що при аналізі на мікрозонді смола може випаровуватися під дією променя електронів і викривлювати результати аналізів. Крім того, при ударах або з часом бальзам може розкристалізовуватися. Дослідження шліфів з розкристалізованим бальзамом досить утруднене. Тому для мікрозондових аналізів застосовують шліфи, наклеєні на епоксидні смоли.

## Виготовлення шліфу
Методика виготовлення шліфу залежить від мети, для якої він потрібен. Стандартні шліфи масово виготовляються у спеціальних шліфувальних лабораторіях на підприємствах і в спеціалізованих навчальних закладах. Для цього застосовують спеціальне обладнання, яке дозволяє значно автоматизувати цей трудомісткий процес.
Виготовлення шліфу складається з таких основних операцій:
- розпилювання зразка породи алмазною пилкою
- шліфування однієї з поверхонь розпилу на шліфувальному колі
- наклеювання зразка гірської породи шліфованою поверхнею на предметне скло за допомогою канадського бальзаму (слід вважати, щоб бальзам не закипів і не з'явились бульбашки повітря, які необхідно обов'язково видалити)
- відпилювання алмазною пилкою зовнішньої частини зразка і виступаючих країв
- шліфування зовнішньої поверхні зразка до товщини 0,03 мм по всій площі. Товщина шліфу контролюється на петрографічному мікроскопі. Це найбільш трудомістка робота, яка потребує досвіду і легкої руки. Шліфування починається на «грубому» шліфколі з розміром абразивних зерен 0,1 мм і закінчується на тонкому (0,001 мм).
- наклеювання покривного скла (для звичайних шліфів)

Вартість виготовлення шліфу в лабораторіях європейських університетів коливається в межах від 10 до 20 євро за штуку.

## Нестандартні шліфи
Іноді є потреба у виготовленні нестандартних шліфів, технологія виготовлення яких залежить від мети дослідження.
Шліфи, товстіші ніж стандартні, виготовляють для дослідження включень у мінералах. Такі шліфи називають пластинками, і вони мають товщину 0,3-0,1 мм. У таких пластинок полірують обидві сторони, і їх, як правило, не покривають покривним склом.
Спеціальні методи застосовуються для виготовлення шліфів, які містять мінерали, що розчиняються у воді (солі), або тануть при кімнатній температурі (лід). Також особлива методика виготовлення шліфів з гігроскопічних і розбухаючих глин. Останні проварюють в каніфолі кілька годин і шліфують на гасі замість води. Виготовлення шліфів з вугілля вимагає неабиякого досвіду і вміння, позаяк, для того, щоб вугілля просвічувалося, потрібно виготовити шліф товщиною 0,01 мм (10 мікрон). При цьому вугілля крихке, легко деформується і чутливе до нагріву.
Для виготовлення шліфів порід, які містять дуже тверді мінерали (алмази, корунди), застосовується метод «тендітного шліфування».
При вивченні орієнтування мінералів в породі для мікроструктурних досліджень виготовляються «орієнтовані шліфи». Для виготовлення орієнтованого шліфу потрібно, щоб взірець породи, з якого він виготовляється, був випиляний з вказаним на ньому орієнтуванням (найчастіше орієнтують вздовж довгої сторони предметного скла).